# Sfericità della Terra

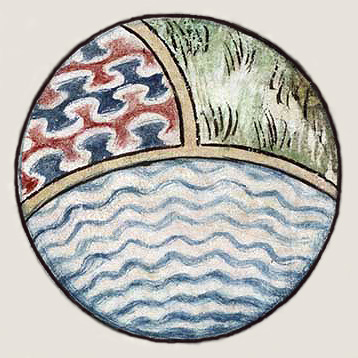
Rappresentazione artistica medievale di una terra sferica, con settori che rappresentano la terra, l'aria e l'acqua (ca. 1400).

Il concetto di sfericità della Terra risale all'antica filosofia greca intorno alla fine del VI secolo a.C., ma rimase comunque una questione di speculazione filosofica fino al III secolo a.C., quando l'astronomia ellenistica stabilì la forma sferica della Terra come un dato fisico. Il paradigma ellenistico fu gradualmente adottato in tutto il Vecchio Mondo durante la tarda antichità e il Medioevo. Una dimostrazione pratica della sfericità della Terra venne conseguita dalla spedizione di circumnavigazione di Ferdinando Magellano e Juan Sebastián Elcano (1519-1521).
Il concetto di una Terra sferica prese il posto di precedenti credenze in una Terra piatta. Nella prima mitologia mesopotamica, il mondo veniva raffigurato come un disco piatto galleggiante nel mare e circondato da un cielo sferico, costituendo ciò la premessa alle antiche mappe del mondo come quelle di Anassimandro ed Ecateo di Mileto. Esistono ulteriori fonti per le quali la Terra sarebbe una ziqqurat a sette strati, una montagna cosmica, accennata nell'Avestā e in antichi scritti persiani (vedi i sette climi), o una ruota, una ciotola o un piano a quattro angoli, accennato nel Rigveda.
La consapevolezza che la figura della Terra sia più precisamente descritta come un ellissoide risale al XVIII secolo (Maupertuis). All'inizio del XIX secolo, l'appiattimento dell'ellissoide Terra venne determinato nell'ordine di 1/300 (Delambre, Everest). Il valore moderno è vicino a 1/298,25, come calcolato negli anni sessanta dal Sistema Geodetico della Terra (World Geodetic System) del Dipartimento della Difesa USA.

## Storia
- La parte bassa delle navi è coperta dalla curvatura dell'acqua quando queste oltrepassano la linea dell'orizzonte
- È possibile circumnavigare il mondo senza variare la propria direzione (cioè muovendosi, ad esempio, sempre verso est), si può cioè viaggiare attorno al mondo tornando al punto di partenza senza modificare l'angolo della propria traiettoria orizzontale. I viaggiatori che circumnavigano la Terra osservano il guadagno o la perdita di un giorno rispetto a quelli che non lo fanno (vedi anche Linea internazionale del cambio di data).
- Nell'emisfero boreale sono presenti costellazioni diverse da quelle dell'emisfero australe. Come riporta lo stesso Aristotele, più ci si muove verso sud più è visibile il cambiamento della volta celeste, ed infatti appaiono nuove stelle altrimenti invisibili a latitudini superiori.
- La volta celeste sembra ruotare in senso antiorario nell'emisfero nord, attorno alla Stella polare e in senso orario nell'emisfero sud attorno a Sigma Octantis
- Un satellite artificiale può fare il giro della Terra di continuo e anche essere geostazionario.
- Ci sono moltissime immagini e video ad alta risoluzione del pianeta Terra vista dallo spazio, il quale presenta una forma sferica (per la precisione è un geoide).
- La Terra getta un'ombra circolare sulla Luna durante un'eclissi lunare.
- La faccia visibile della Luna si vede sottosopra da un emisfero all'altro.
- Tutti i pianeti del Sistema Solare sono sferici, così come i loro satelliti e il Sole stesso. Perché la Terra dovrebbe essere diversa?
- Il Sole scompare al tramonto e riappare all'alba oltre la curvatura della Terra e conservando pressoché intatte le dimensioni apparenti. All'alba e al tramonto - mentre sembra scomparire o apparire da sotto l'orizzonte - sembra illuminare dal basso le nuvole, che assumono il tipico colore rossastro. Ciò non dimostra che la Terra sia sferica, ma implica che nel suo moto reciproco rispetto alla Terra, il Sole debba necessariamente abbassarsi per scomparire sotto l'orizzonte.

Da un punto di vista ipotetico, alcuni di questi argomenti, se isolati, potrebbero avere anche spiegazioni alternative; ad esempio, l'ombra circolare proiettata da una eclissi lunare potrebbe essere causata da una Terra a forma di disco, anche se ciò avverrebbe solo se la Terra fosse perpendicolare ai raggi solari, altrimenti la proiezione sarebbe ellittica. Allo stesso modo il movimento nord-sud delle stelle nel cielo spostandosi potrebbe voler dire che sono molto più vicine alla terra. Tuttavia gli argomenti, considerati nel loro insieme, si confermano reciprocamente.

### Antichità

#### Grecia classica
Anche se la prima prova di una Terra sferica deriva da antiche fonti greche, non vi è alcun resoconto di come la sfericità della Terra sia stata scoperta. Una plausibile spiegazione è che era "l'esperienza di viaggiatori che suggerì una tale spiegazione per le variazioni osservate nell'altitudine e nell'area delle stelle circumpolari, una variazione che era abbastanza netta negli insediamenti greci" attorno al Mar Mediterraneo orientale, in particolare quelli tra il delta del Nilo e la Crimea.
Parmenide fu il primo autore di cui si può affermare con certezza che scrisse della sfericità della Terra. 
Secondo Diogene Laerzio, "Pitagora fu il primo greco a chiamare la terra rotonda, anche se Teofrasto attribuisce ciò a Parmenide e Zenone ad Esiodo".
Pitagora
I primi filosofi greci avevano accennato ad una Terra sferica, sebbene con qualche ambiguità. Pitagora (VI secolo a.C.) fu tra coloro dai quali, si dice, ebbe origine l'idea, ma ciò potrebbe derivare dalla pratica greca di attribuire ogni scoperta all'uno o all'altro dei loro antichi uomini saggi. Qualche idea sulla sfericità della Terra sembra essere stata a conoscenza sia di Parmenide che di Empedocle nel V secolo a.C., e pur se l'idea non possa essere attribuita con sicurezza a Pitagora, potrebbe tuttavia essere stata formulata dalla scuola pitagorica nel V secolo a.C., ad esempio da Archita. Dopo il V secolo a.C., nessuno scrittore greco di fama pensò che il mondo fosse altro che rotondo.
Erodoto
Nelle Storie, scritto negli anni 431-425 a.C., Erodoto respinge un resoconto del sole che splende a nord. Ciò si verifica quando si parla della circumnavigazione dell'Africa effettuata dai Fenici sotto Necao II, vissuto prima del 595 a.C. (Le Storie, 4.42) Il suo commento sprezzante testimonia una diffusa ignoranza circa la declinazione invertita dell'eclittica nell'emisfero sud.
Platone
Platone (427-347 a.C.) viaggiò nell'Italia meridionale per studiare la matematica pitagorica. Quando tornò ad Atene e fondò la sua scuola, anche Platone insegnava ai suoi studenti che la Terra era una sfera, pur dichiarandosi incapace di fornirne una dimostrazione razionale. La sua persuasione era giustificata nel Fedone con l'obiettivo di creare uno schema cosmologico geocentrico isotropo, che rendesse superflua la ricerca di un mezzo che sostenesse la Terra (l'aria per Anassimene; l'acqua per Talete). Se l'uomo potesse volare alto sopra le nuvole, la Terra assomiglierebbe a ”una di quelle palle con rivestimento in pelle in dodici pezzi decorata con vari colori, come quelli usati dai pittori sulla terra“. Nel Timeo, il suo unico lavoro che rimase disponibile in latino per tutto il Medioevo, si legge che il Creatore "ha fatto il mondo in forma di globo, tondo come fatto da un tornio, con i suoi estremi in ogni direzione equidistanti dal centro, la più perfetta e la più simile a se stesso di tutte le figure", benché la parola "mondo" si riferisca di norma all'universo.
Aristotele

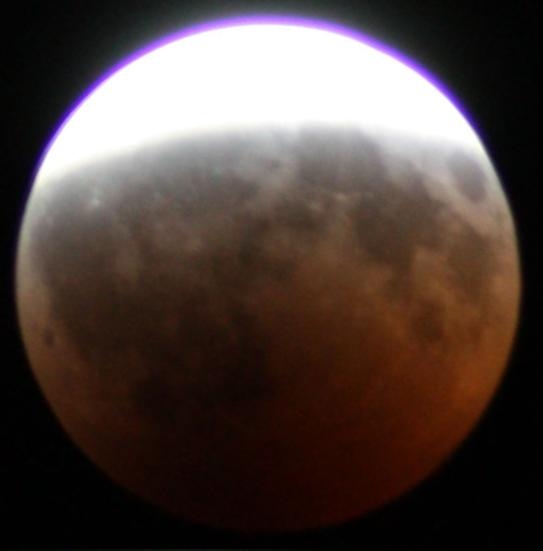
L'ombra tonda della Terra durante l'eclissi lunare - agosto 2008

Aristotele (384 a.C. - 322 a.C.) fu allievo modello di Platone e ”la mente della scuola”. Aristotele osservava che ”ci sono stelle viste in Egitto e [...] a Cipro che non si vedono nelle regioni settentrionali”. Dal momento che ciò può accadere solo su una superficie curva, anche lui credeva che la Terra fosse una sfera ”non molto grande, perché altrimenti l'effetto di un così piccolo cambiamento di luogo non sarebbe stato così evidente.” (De caelo, 298a2-10)
Aristotele fornì argomenti fisici e osservazioni a sostegno dell'idea di una Terra sferica:
- Ogni porzione della Terra tende verso il centro fino a formare una sfera per compressione e convergenza. (De caelo, 297a9-21)
- Viaggiatori che vanno a sud vedono le costellazioni meridionali salire più in alto sopra l'orizzonte
- L'ombra della Terra sulla Luna durante una eclissi lunare è rotonda. (De caelo, 297b31-298a10)

I concetti di simmetria, di equilibrio e di ripetizione ciclica permeavano i lavori di Aristotele. Nel suo Meteorologia egli divide il mondo in cinque zone climatiche: due zone temperate separate da una zona torrida vicino all'equatore, e due regioni fredde e inospitali, ”una vicina al nostro polo superiore o settentrionale e l'altra vicina al... polo sud” entrambe impenetrabili e cinte di ghiaccio (Meteorologica, 362a31-35). Sebbene nessun essere umano possa sopravvivere nelle zone glaciali, le regioni meridionali temperate potrebbero essere abitate.

#### Epoca ellenistica
Archimede
Nel Libro primo del suo trattato Sui corpi galleggianti Archimede dimostra la sfericità degli oceani, implicando la sfericità dell'intero pianeta.
Eratostene
Eratostene (circa 276 a.C. - circa 194 a.C.) stimò la misura della circonferenza della Terra in 252.000 stadi. Sapendo che uno stadio egizio corrisponde a una lunghezza tra i 155 e i 160 metri, ciò corrisponde a una misura corretta con un errore tra il -2.4% e il +0.8%. La misurazione era descritta in un'opera Sulla misura della Terra ma l'opera è andata perduta. Tale misurazione è arrivata fino a noi solo in un riassunto divulgativo incluso in un'opera di Cleomede.
L'ipotesi di partenza fu che al solstizio estivo a Siene (la città che oggi è chiamata Assuan) il Sole era allo zenit (ossia che Siene sia esattamente sul Tropico del Cancro), mentre ad Alessandria gettava ancora un'ombra e che la distanza tra le due città era di 5.000 stadi. In questo modo l'angolo di incidenza dei raggi solari rispetto alla verticale misurato ad Alessandria corrisponde all'angolo con il vertice al centro della Terra. Il valore che Eratostene ottenne per tale angolo fu di 1/50 dell'angolo giro, di conseguenza con una semplice proporzione la misura della circonferenza doveva corrispondere a 250.000 stadi. 
In realtà tale cifra così tonda si può attribuire al fatto che Cleomede stesso introduca l'argomento affermando di semplificare i calcoli perché il lettore potesse seguirli (come molto spesso leggiamo in opere di divulgazione al giorno d'oggi) infatti pur dando 252.000 come valore ottenuto da Eratostene, dal procedimento descritto da Cleomede otterremmo 50 x 5000 = 250.000. 
È molto probabile che l'intera misurazione, come ricostruito da Lucio Russo, sia stata effettuata dai mensores regii, misuratori regi incaricati di effettuare misure capillari del territorio egiziano per fini fiscali, con Eratostene a capo del progetto.
Seleuco di Seleucia
Seleuco di Seleucia (floruit 150 a.C.), vissuto nella regione mesopotamica della Seleucia, dichiarò che la Terra è sferica e che, influenzato dalla teoria eliocentrica di Aristarco di Samo, orbita realmente attorno al Sole.
Posidonio
Nello stabilire la circonferenza terrestre, Posidonio (circa 135 a.C. - 50 a.C.) si affidò al metodo di Eratostene, osservando la stella Canopo invece del Sole. Nel Geographia di Tolomeo, il suo risultato viene preferito a quello di Eratostene. Posidonio, inoltre, espresse la distanza del Sole in raggi terrestri.

#### Impero romano
Dalle sue origini greche, l'idea di una terra sferica, come gran parte del pensiero astronomico greco, lentamente si diffuse in tutto il mondo e, in definitiva, divenne il punto di vista adottato in tutte le maggiori tradizioni astronomiche:
In Occidente, l'idea era venuta in modo naturale ai Romani attraverso il lungo processo di fecondazione incrociata con la civiltà ellenistica. Molti autori Romani come Cicerone e Plinio fanno riferimento nelle loro opere alla rotondità della Terra come ad una cosa naturale.
Strabone

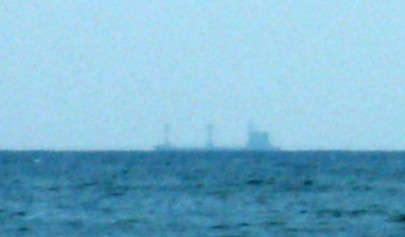
Quando una nave è all'orizzonte, la sua parte inferiore è invisibile a causa della curvatura della Terra. Questo è stato uno dei primi argomenti a favore di un modello di terra rotonda.

È stato detto che la gente di mare ha probabilmente fornito la prima prova osservativa che la Terra non è piatta, sulla base di osservazioni dell'orizzonte. Questo argomento venne presentato dal geografo Strabone (circa 60 a.C. - circa 24 d.C.), il quale affermò che la forma sferica della Terra era probabilmente nota ai marinai di tutto il Mar Mediterraneo almeno dal tempo di Omero, citando un verso dall'Odissea come indicazione che il poeta Omero era già a conoscenza di ciò a partire dal VII o VIII secolo a.C. Strabone citò vari fenomeni osservati in mare, a suggerire che la Terra fosse sferica. Egli osservò che luci e terre elevate erano visibili ai marinai a distanze maggiori rispetto a quelle meno elevate, affermando che la causa di ciò era ovviamente la curvatura del mare.
Claudio Tolomeo
Claudio Tolomeo (circa 100 d.C. - circa 175 d.C.) visse ad Alessandria, centro di erudizione dal III secolo a.C. che all'epoca di Tolomeo, II secolo, pur se in declino continuava ad essere uno dei maggiori centri di ricerca scientifica. Nell'Almagesto, che rimase l'opera astronomica di riferimento per 14 secoli, sostenne molti argomenti a favore della sfericità della Terra, per lo più aristotelici. Tra essi, l'osservazione che in navigazione verso le montagne, queste sembrano sorgere dal mare, ad indicare che erano nascoste dalla superficie curva del mare. Usa argomenti separati per la curvatura nord-sud della Terra e per quella est-ovest.
Egli ha anche scritto una Geographia in otto volumi che tratta della Terra. La prima parte di Geographia è una discussione sui dati e metodi da lui utilizzati. Come per il modello del sistema solare nell'Almagesto, Tolomeo mise tutte queste informazioni in un grande schema. Assegnò le coordinate ad ogni luogo e elemento geografico di cui avesse avuto notizia, in una griglia spaziale che si estendeva attorno al globo (anche se la maggior parte di questo lavoro è andato perso). Misurò la latitudine dall'equatore, come si fa ancora oggi, anche se Tolomeo preferì esprimerla come lunghezza del giorno più lungo piuttosto che in gradi d'arco (la lunghezza del giorno del solstizio d'estate aumenta dalle 12h alle 24h, andando dall'equatore al circolo polare). Analogamente preferì esprimere la longitudine solo con valori positivi, assegnando il meridiano di riferimento non ad un luogo a lui noto ma alla terra più occidentale di cui avesse sentito parlare: le Isole Fortunate. L'identificazione certa delle Isole Fortunate è stata oggetto di dibattico in campo scientifico e filologico. Nella mappa di Tolomeo egli le fa coincidere con le Isole Canarie e ciò lo porta a dover deformare la mappa. Alcuni hanno supposto potessero essere invece le Isole Azzorre (più a ovest) mentre Lucio Russo, partendo dall'analisi dell'errore nelle coordinate fornite da Tolomeo e dalla forma che egli attribuisce a questo gruppo di isole, ha supposto possa trattarsi invece delle Piccole Antille.
Geographia indicava i paesi di "Serica" e "Sinae" (Cina) all'estrema destra, oltre l'isola di "Taprobane" (Sri Lanka, sovradimensionata) e la "Aurea Chersonesus" (penisola del Sud-est asiatico).
Tolomeo ha anche ideato e fornito le istruzioni su come creare mappe di tutto il mondo abitato (ecumene) e delle province romane. Nella seconda parte di Geographia ha fornito le necessarie liste topografiche, e le didascalie per le mappe. La sua ecumene si estende per 180 gradi di longitudine dalle isole Canarie nell'Oceano Atlantico verso la Cina, e di circa 81 gradi di latitudine dal Mar Artico fino al Indie Orientali e in profondità fino in Africa. Tolomeo era consapevole di conoscere solo circa un quarto del globo.
Tarda antichità
La conoscenza della forma sferica della Terra è stata tramandata dal sapere della tarda antichità come una cosa naturale, sia nel neoplatonismo che nel primo cristianesimo. Per quanto nella Bibbia ebraica si alludesse alla sfericità della terra (Isaia 40:22), in maniera al dire il vero ancora oggi molto controversa per le diverse interpretazioni possibili del termine ebraico utilizzato, rimasero sulla concezione piatta di quest'ultima alcuni studiosi cristiani della prima ora come Lattanzio, Giovanni Crisostomo e Atanasio di Alessandria, ma questa rimase una corrente eccentrica e dotti autori cristiani come Basilio di Cesarea, Ambrosio Aureliano e Agostino d'Ippona erano evidentemente a conoscenza della sfericità della Terra. L'idea di una terra piatta è rimasta a lungo nel cristianesimo siriaco, la cui tradizione interpreta l'Antico Testamento in modo letterale, e gli autori di quella tradizione, come Cosma Indicopleuste, avrebbero rappresentato la Terra piatta fino al VI secolo. Quest'ultimo residuo dell'antico modello del cosmo scomparve durante il VII secolo, e dall'VIII secolo, inizio del periodo medievale, "nessun cosmografo degno di nota ha messo in dubbio la sfericità della Terra".

#### Diffusione in Oriente
Con l'avvento della cultura greca in Oriente, l'astronomia ellenistica si espande verso est nell'antica India, dove la sua profonda influenza diventa evidente nei primi secoli d.C. Il concetto greco di una Terra sferica circondata dalle sfere dei pianeti, sostenuto con veemenza da astronomi come Varāhamihira e Brahmagupta, soppiantò l'antica credenza cosmologica indiana in una terra a forma di disco piatto e circolare. Le opere dell'astronomo e matematico indiano, Aryabhata (476-550 d.C.), trattano della sfericità della Terra e del moto dei pianeti. Le ultime due parti del suo opus magnum in sanscrito, Aryabhatiya, che sono state chiamate Kalakriya ("calcolo del tempo") e Gola ("sfera"), affermano che la Terra è sferica e che la sua circonferenza è di 4.967 yojana, che in unità moderne equivalgono a 39968 km, vicino al valore già calcolato da Eratostene nel III secolo a.C. Aryabhata afferma inoltre che la rotazione apparente degli oggetti celesti è dovuta alla effettiva rotazione terrestre. Aryabhatiya influenzò a sua volta la cultura medievale islamica.

### Medioevo
La conoscenza della sfericità della Terra è sopravvissuta nel corpus medioevale di conoscenze attraverso la trasmissione diretta dei testi dell'antichità greca (Aristotele), e tramite autori come Isidoro di Siviglia e Beda il Venerabile. Essa divenne sempre più tracciabile con l'aumento della Scolastica e l'apprendimento medievale. La diffusione di questa conoscenza al di fuori dell'erudizione greco-romana fu inevitabilmente graduale, associata al ritmo di cristianizzazione dell'Europa. Ad esempio, la prima prova di conoscenza della forma sferica della Terra in Scandinavia è una traduzione del XII secolo in antico islandese di Elucidarius.
Un elenco non esaustivo di più di un centinaio di scrittori latini e vernacolari dalla tarda antichità e dal Medioevo, consapevoli del fatto che la Terra fosse sferica, è stato compilato da Reinhard Krüger, professore di letteratura cavalleresca all'Università di Stoccarda.

#### Mondo cristiano
Isidoro di Siviglia

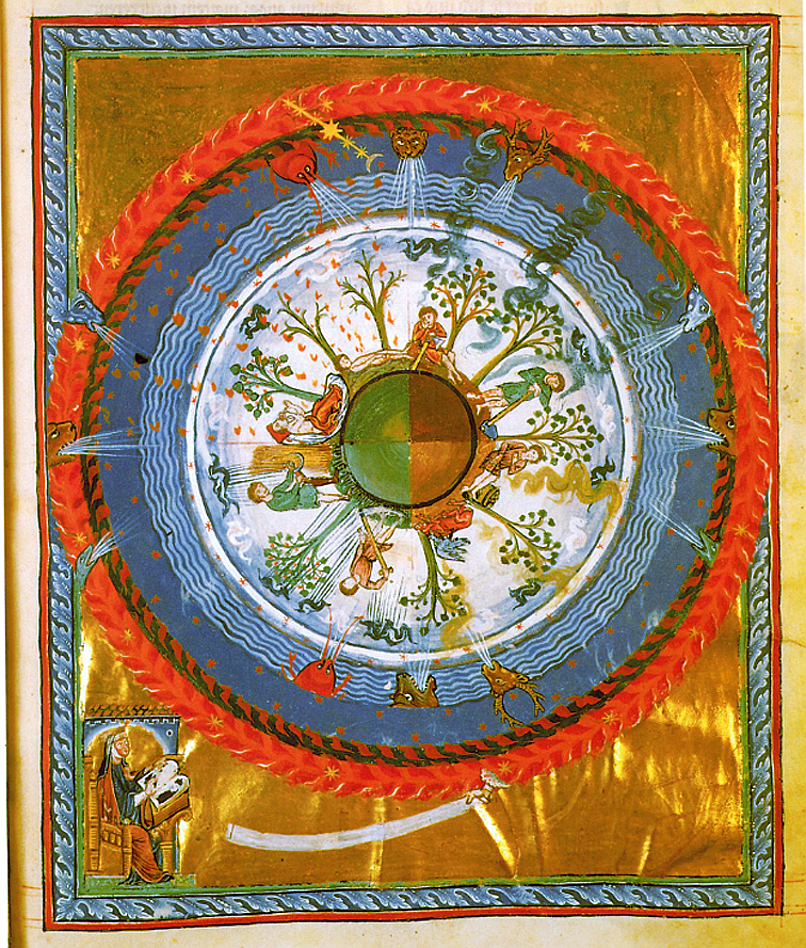
Terra sferica con le quattro stagioni. Illustrazione nel libro del XII secolo Liber Divinorum Operum di Ildegarda di Bingen

Il vescovo Isidoro di Siviglia (560-636) insegnò nella sua diffusa enciclopedia, Etimologie, che la Terra era rotonda. Mentre alcuni autori pensavano che si riferisse ad una Terra sferica, questo ed altri scritti mettono in chiaro che egli riteneva che la Terra avesse forma di disco o di ruota. Egli non ammetteva la possibilità che la gente abitasse agli antipodi, considerandoli una leggenda e rilevando che non vi era alcuna prova della loro esistenza.
Beda il Venerabile
Il monaco Beda il Venerabile (circa 673 - 735) scrisse nel suo influente trattato, De temporum ratione, che la Terra era rotonda, spiegando la diversa durata della luce del giorno da "la rotondità della Terra, perché non senza ragione viene chiamata 'il globo del mondo' nelle pagine della Sacra Scrittura e della letteratura ordinaria. Infatti, è collocata come una sfera al centro di tutto l'universo." (De temporum ratione, 32). Il gran numero di manoscritti superstiti di questo trattato, copiati per soddisfare il requisito carolingio che tutti i sacerdoti avrebbero dovuto studiare il computus, indica che molti, se non la maggior parte, dei sacerdoti venivano iniziati all'idea della sfericità della Terra. Aelfric il grammatico parafrasò Beda in inglese antico, dicendo: "Ora la rotondità della Terra e l'orbita del Sole costituiscono l'ostacolo all'essere il giorno lungo uguale in ogni terra".
Beda fu chiaro sulla sfericità della terra, scrivendo "Chiamiamo la terra un globo, non come se la forma di una sfera possa esprimere diversità da pianure e montagne, ma perché se tutte le cose sono racchiuse in un contorno, allora la circonferenza della terra raffigurerà un globo perfetto... In verità si tratta di una sfera posta al centro dell'universo; nella sua ampiezza è come un cerchio, e non circolare come uno scudo, ma piuttosto come una palla, e si estende dal suo centro con perfetta rotondità su tutti i lati ".
Anania Shirakatsi
Lo studioso armeno del VII secolo Anania Shirakatsi descrisse il mondo come "un uovo con un tuorlo sferico (il globo), circondato da uno strato di bianco (l'atmosfera) e ricoperto da un guscio rigido (il cielo)".
Alto Medioevo
Durante l'alto Medioevo, la conoscenza astronomica nell'Europa cristiana si estese al di là di ciò che venne trasmesso direttamente dagli autori antichi che l'avevano appreso dall'astronomia islamica medievale. Un primo destinatario di questa erudizione fu Gerbert d'Aurillac, il futuro papa Silvestro II.
Santa Ildegarda (Hildegard von Bingen, 1098-1179) raffigura più volte la terra sferica nella sua opera Liber Divinorum Operum.
Giovanni Sacrobosco (circa 1195 - 1256 d.C.) scrisse una famosa opera sull'astronomia basata su Tolomeo intitolata Tractatus de Sphaera, in cui egli considerava la Terra sferica.
Tardo Medioevo

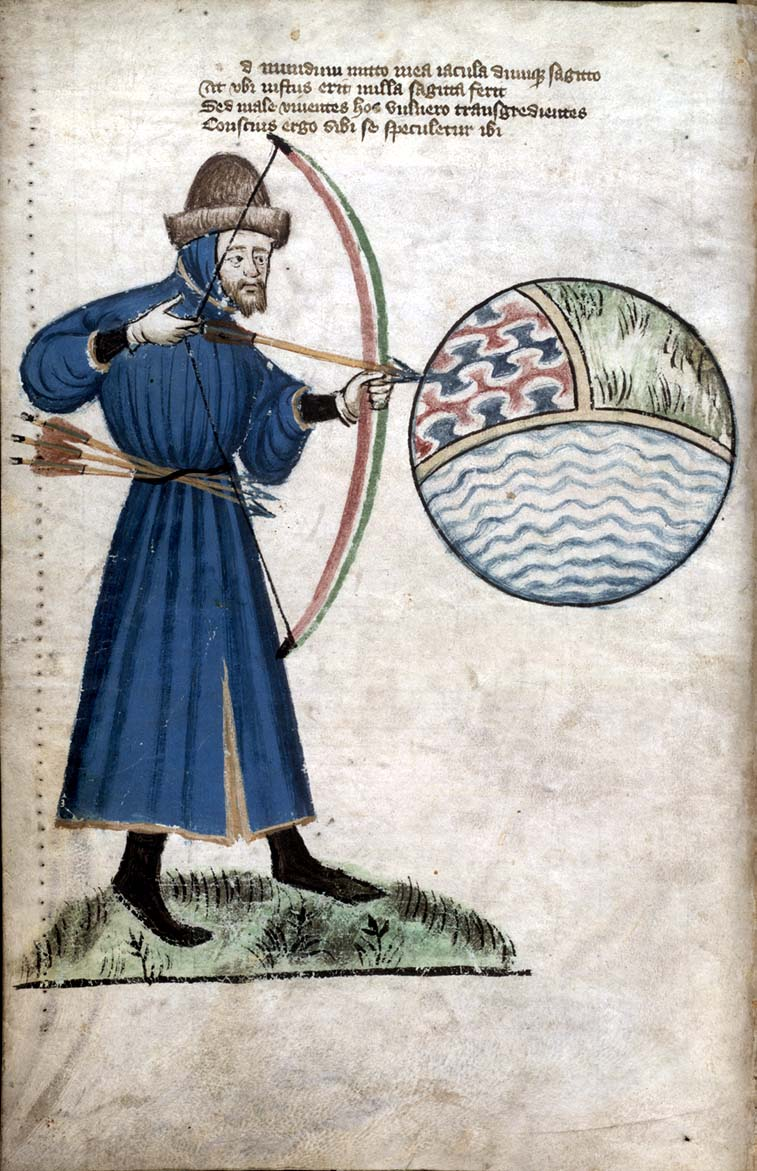
John Gower si prepara a colpire il mondo, una sfera con settori che rappresentano terra, aria e acqua (Vox clamantis, intorno al 1400)

La Divina Commedia di Dante Alighieri, scritta in italiano all'inizio del XIV secolo, ritrae la Terra come una sfera, discutendo le implicazioni di come altre stelle siano visibili nell'emisfero australe, della posizione diversa del Sole, e dei vari fusi orari della Terra. Inoltre, l'Elucidarium di Onorio Augustodunense (circa 1120), un importante manuale per l'istruzione del clero minore tradotto in medio inglese, francese antico, alto tedesco medio, russo antico, olandese medio, norvegese antico, islandese, spagnolo, e in diversi dialetti italiani, fa esplicito riferimento ad una Terra sferica. Allo stesso modo, il fatto che Bertoldo di Ratisbona (metà del XIII secolo) abbia utilizzato la Terra sferica come illustrazione di un sermone dimostra che poteva presumere questa conoscenza tra i suoi fedeli. Il sermone veniva tenuto in lingua vernacolare tedesca, e quindi non era destinato a un pubblico colto.
Le esplorazioni portoghesi in Africa e Asia, il viaggio di Cristoforo Colombo nelle Americhe (1492) e, infine, la circumnavigazione del globo di Ferdinando Magellano (1519-1521) hanno fornito prove pratiche per la forma globale della terra, mentre i coloni europei hanno seminato l'idea nelle colonie americane.

#### Mondo islamico
L'astronomia islamica ha ereditato l'idea di una terra sferica dall'astronomia greca. Il contesto teoretico islamico era basato in gran parte sui contributi fondamentali di Aristotele (De caelo) e Tolomeo (Almagesto), che ben si adattavano all'ipotesi che la terra fosse sferica e al centro dell'universo (modello geocentrico).
I primi studiosi islamici riconoscevano sfericità della Terra, e indussero i matematici musulmani a sviluppare la trigonometria sferica al fine di eseguire ulteriori misurazioni e per calcolare la distanza e la direzione da qualsiasi punto sulla Terra alla Mecca. Ciò ha determinato la Qibla, o la direzione della preghiera musulmana.
Al-Ma'mun
Intorno all'830 d.C., il califfo Al-Maʾmūn incaricò un gruppo di astronomi e geografi musulmani di misurare la distanza da Tadmur (Palmyra) a al-Raqqa, nella moderna Siria. Essi trovarono che le città erano separate da un grado di latitudine e la distanza tra loro in arco di meridiano era di 66,6 miglia; così calcolarono che la circonferenza della Terra era di 24.000 miglia.
Un'altra stima fornita dai suoi astronomi era di 56,6 miglia arabe (111,8 km) per grado, che corrisponde ad una circonferenza di 40.248 km, molto vicina ai valori moderni di 111,3 km per ogni grado e di 40.068 km per la circonferenza.
Al-Farghānī
Al-Farghānī (latinizzato come Alfraganus) fu un astronomo persiano del IX secolo incaricato della misurazione del diametro della Terra, commissionata da Al-Ma'mun. La sua stima sopra riportata, per un grado (56,6 miglia Arabe) era molto più accurata rispetto alle 60,6 miglia romane (89,7 km) fornita da Tolomeo. Cristoforo Colombo utilizzò acriticamente la stima di Alfraganus come se fosse in miglia romane, invece che in miglia arabe, al fine di dimostrare una dimensione più piccola della Terra rispetto a quella proposta da Tolomeo.
Biruni

Metodo di Biruni per il calcolo del raggio terrestre

Abu Rayhan Biruni (973-1048) utilizzò un metodo nuovo per calcolare con precisione la circonferenza della Terra, con il quale arrivò ad un valore che era vicino ai valori moderni per la circonferenza terrestre. La sua stima di 6.339,9 km per il raggio terrestre era di soli 16,8 km inferiore al valore moderno di 6.356,7 km. A differenza dei suoi predecessori che avevano misurato la circonferenza della Terra osservando il Sole contemporaneamente da due luoghi diversi, Biruni sviluppò un nuovo metodo di utilizzo di calcoli trigonometrici in base all'angolo formato tra una pianura e la cima di una montagna che forniva misurazioni più accurate della circonferenza della Terra e rendeva possibile la misurazione da parte di una sola persona da una singola postazione. Il metodo di Biruni cercava di evitare di "camminare per deserti torridi e polverosi" e l'idea gli venne quando si trovò sulla cima di un'alta montagna in India. Dalla cima della montagna, osservò l'angolo verso l'orizzonte che, insieme con l'altezza della montagna (che aveva calcolato in precedenza), gli consentì di calcolare la curvatura della Terra. Egli fece uso anche dell'algebra per formulare equazioni trigonometriche e utilizzò l'astrolabio per misurare gli angoli.
John J. O'Connor ed Edmund F. Robertson scrivono nel sito MacTutor della storia della matematica:

### Inizio dell'era moderna

#### Circumnavigazione del globo

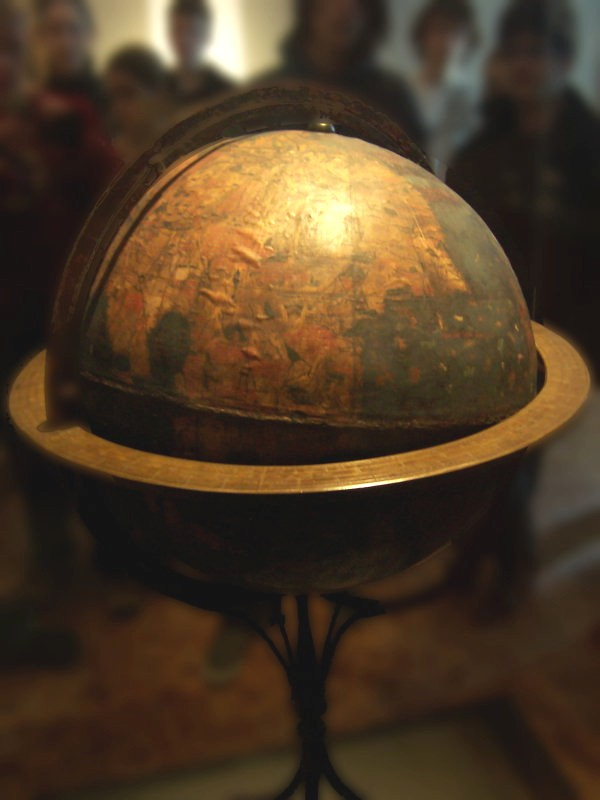
L'Erdapfel, il più antico globo terrestre superstite (1492/93)

La prima dimostrazione diretta della sfericità della Terra è venuta sotto forma di prima circumnavigazione nella storia, una spedizione capitanata dall'esploratore portoghese Ferdinando Magellano, anche se già nel 1492 Martin Behaim aveva realizzato il primo mappamondo giunto ai nostri giorni, l'Erdapfel. La spedizione venne finanziata dalla Corona spagnola. Il 10 agosto 1519, le cinque navi sotto il comando di Magellano partirono da Siviglia. Attraversarono l'Oceano Atlantico, passarono attraverso lo Stretto di Magellano, attraversarono il Pacifico, arrivando a Cebu, dove Magellano venne ucciso in battaglia da indigeni filippini. Il suo secondo in comando, lo spagnolo Juan Sebastián Elcano, continuò la spedizione e, il 6 settembre 1522, arrivò a Siviglia, completando così la circumnavigazione. Carlo I di Spagna, come riconoscimento della sua impresa, diede ad Elcano uno stemma con il motto Primus circumdedisti me (in latino: "Tu per primo mi hai girato attorno").
Una circumnavigazione da sola non prova che la terra è sferica. Potrebbe essere cilindrica o globulare in modo irregolare o di altre forme ancora. Eppure, insieme con la prova trigonometrica mostrata da Eratostene 1700 anni prima, la spedizione di Magellano rimosse ogni ragionevole dubbio negli ambienti istruiti in Europa.

#### Cina dei Ming
Nel XVII secolo, l'idea di una terra sferica, ora notevolmente avanzata nell'astronomia occidentale, alla fine si diffuse nella Cina dei Ming, quando i missionari gesuiti, che ricoprivano come astronomi alte posizioni alla corte imperiale, sfidarono con successo la credenza cinese che la terra fosse piatta e quadrata.

## Geodesia
La geodesia, chiamata anche geodetica, è la disciplina scientifica che si occupa della misurazione e della rappresentazione della Terra, del suo campo gravitazionale e dei fenomeni geodinamici (moto polare, maree della Terra e moto della crosta) nello spazio a tre dimensioni con il variare del tempo.
La geodesia riguarda principalmente il posizionamento e il campo di gravità, e gli aspetti geometrici delle loro variazioni nel tempo, ma riguarda anche lo studio del campo magnetico terrestre. Soprattutto nel mondo di lingua tedesca, la geodesia è divisa in geomisurazione ("Erdmessung" o "höhere Geodäsie"), che si occupa di misurare la Terra su scala globale, e rilevamento ("Ingenieurgeodäsie"), che si occupa di misurare alcune parti della superficie.
La forma della Terra può essere considerata in almeno due modi;
- come forma del geoide, il livello medio degli oceani.
- come forma della superficie di terra del nostro pianeta, compresa quella in fondo al mare.

Con misure sempre più accurate da parte della geodesia, dapprima si è scoperto che la forma del geoide non è una sfera perfetta, ma all'incirca uno sferoide oblato, uno specifico tipo di ellissoide. Misurazioni più recenti del geoide con un grado di precisione senza precedenti, hanno rivelato concentrazioni di massa sotto la superficie terrestre.